# Elezioni presidenziali in Algeria del 2019
Le elezioni presidenziali in Algeria del 2019 si sono tenute il 12 dicembre e hanno visto la vittoria del candidato indipendente Abdelmadjid Tebboune.

## Risultati
| Abdelmadjid Tebboune | Indipendente                         | 4 947 523  | 58,13 |  |  |  |  |  |
| Abdelkader Bengrina  | El Binaa                             | 1 477 836  | 17,37 |  |  |  |  |  |
| Ali Benflis          | Talaie El Houriyate                  | 897 831    | 10,55 |  |  |  |  |  |
| Azzedine Mihoubi     | Raggruppamento Nazionale Democratico | 619 225    | 7,28  |  |  |  |  |  |
| Abdelaziz Belaïd     | Fronte El Moustakbal                 | 568 000    | 6,67  |  |  |  |  |  |
| Totale               | Totale                               | 8 510 415  | 100   |  |  |  |  |  |
|                      |                                      |            |       |  |  |  |  |  |
| Voti non validi      | Voti non validi                      | 1 244 925  | 12,76 |  |  |  |  |  |
| Votanti              | Votanti                              | 9 755 340  | 39,88 |  |  |  |  |  |
| Elettori             | Elettori                             | 24 464 161 |       |  |  |  |  |  |